# Aquile randagie (film)
Aquile Randagie è un film italiano del 2019 diretto da Gianni Aureli.
Il film racconta la storia delle Aquile Randagie, gruppo di ragazzi scout che svolgevano attività clandestinamente all'epoca del fascismo.

## Trama
Il film, ambientato nella Milano appena prima della guerra, tratta di un gruppo scout di Milano che, dopo l'editto del duce Benito Mussolini, il quale imponeva la chiusura di tutte le associazioni scout italiane, si ribella al fascismo e prosegue le attività in clandestinità riunendosi spesso tra le montagne in Val Codera. Durante lo svolgimento si vedono gli anni passare e i vari membri del gruppo crescere.
Durante la guerra alcuni membri del gruppo aderiscono all'O.S.C.A.R., ossia un'associazione antifascista segreta creata dai ribelli antifascisti per salvare le famiglie ebree di Milano portandole oltre il confine svizzero, camuffata da un nome. Grazie a questa associazione il gruppo scout riesce a salvare decine di famiglie ebree. La storia del film è intrecciata con un'altra, a scopo riflessivo, che tratta della consegna di un ufficiale nazista all'esercito svizzero. Il film si conclude con il compimento della "promessa" fatta all'inizio del film dal capo del gruppo scout: "Noi dureremo un giorno in più dei fascisti."

## Promozione
Il 28 aprile 2019 viene pubblicato il primo teaser (Kelly e Baden). Il 18 settembre 2019 viene pubblicato il trailer ufficiale del film.

## Distribuzione
Il film è stato distribuito il 30 settembre 2019 in quasi 240 sale, ottenendo un secondo posto stabile al botteghino dietro C'era una volta a... Hollywood di Quentin Tarantino per tutta la durata della programmazione iniziale. Visto l'alto interesse da parte del pubblico la programmazione viene prorogata per tutta la settimana in altre 109 sale. Dopo essere rimasto nelle sale più a lungo del previsto, l'8 gennaio il film è stato proiettato al Parlamento europeo a Bruxelles. Il regista, la produzione e il cast hanno presentato il film alla presenza, fra gli altri, di Nicola Danti, Elena Bonetti e la partecipazione di David Sassoli, Presidente del Parlamento europeo.

## Principali differenze con la storia reale
- Il gruppo delle Aquile Randagie era molto più numeroso dei soli sette (più don Giovanni) rappresentati nel film. Per questo motivo molti degli episodi narrati nella pellicola sono attribuiti a persone diverse dagli effettivi protagonisti delle vicende.
- Il personaggio di Elena non è realmente esistito, ma solo rappresentativo.
- La scena con i partigiani fucilati in piazza è storicamente inesatta. I partigiani morti erano 15 e si trovavano in Piazzale Loreto. Per esigenze produttive la scena è stata girata davanti all'Arena di Milano e i corpi sono solo 5.
- L'appellativo di Bad Boy fu dato a Kelly da J.S. Wilson successivamente alla guerra e non durante l'incontro con Baden Powell al Jamboree del 1937.

## Curiosità
La canzone dei titoli di coda, "Aquile Randagie" è composta e realizzata da Cisco Bellotti, già storica voce dei Modena City Ramblers.